# Disorder - La guardia del corpo
Disorder - La guardia del corpo (Maryland) è un film del 2015 diretto da Alice Winocour.

## Trama
Vincent è un militare della forze speciali dell'esercito francese, che, al rientro da una missione in Afghanistan lamenta disturbi post traumatici da stress, oltre a un problema ad un orecchio. Il medico militare non dà per il momento il suo nulla osta al reimpiego di Vincent in altre missioni, nonostante le insistenze in tal senso dell'interessato, rinviando la decisione a data da destinarsi. Come sempre faceva tra una missione e l'altra, Vincent si dedica all'attività (lautamente remunerata) di guardia del corpo-agente della sicurezza per ricchi privati o aziende, attività gestita da un'agenzia privata. Il primo incarico dopo il suo rientro è fornire la sicurezza, insieme ad alcuni suoi colleghi, in occasione di un party che un magnate libanese dà nella sua sontuosa villa con parco nei pressi della Costa Azzurra, cui sono invitate personalità della politica e del mondo economico. Qui ha una breve occasione per far la conoscenza con la moglie del magnate, Jessica, giovane e attraente donna di origine tedesca, e del loro figlioletto Ali.
Poco dopo riceve l'incarico di fare da guardia del corpo, 24 ore su 24 per alcuni giorni, a Jessica e al figlio nella villa, durante l'assenza del marito libanese (che, si scoprirà poi, è un grosso intermediario che opera sul mercato internazionale delle armi).
Ancorché tormentato da incubi e allucinazioni dovute al suo disturbo, Vincent svolge con diligenza l'incarico assegnatogli, non sempre facilitato in questo da Jessica, che spesso contesta le misure che lui prende o suggerisce di prendere per garantirle la sicurezza. Egli, da vari segnali, percepisce continuamente la presenza di una minaccia incombente, che si concretizzerà in un paio di assalti a Jessica e figlio da parte di uomini mascherati, da lui sventati, non senza aver ucciso un paio di attentatori.
Infine Jessica decide di lasciare l'indifendibile abitazione, per recarsi con il figlio presso un'amica in Canada, manifestando apertamente il suo innamoramento per Vincent.

## Riprese
Il film è stato girato in Costa azzurra, a Saint-Jean-Cap-Ferrat, Cap d'Antibes, Èze. La villa del magnate libanese, dove sono stati girati gran parte degli interni e chiamata Maryland, è La dilecta di Cap d'Antibes.